# Raiffeisenbank Fränkische Schweiz
Die Raiffeisenbank Fränkische Schweiz eG ist eine deutsche Genossenschaftsbank mit Sitz in der bayerischen Stadt Hollfeld im Landkreis Bayreuth.

## Geschichte
Die heutige Raiffeisenbank Fränkische Schweiz eG ist im Jahre 2019 aus der Fusion der Raiffeisenbank Hollfeld-Waischenfeld-Aufseß eG mit dem Sitz in Hollfeld mit der Raiffeisenbank Heiligenstadt i.Ofr. eG mit dem Sitz in Heiligenstadt in Oberfranken entstanden.
Im Geschäftsgebiet der damaligen Raiffeisenbank Hollfeld-Waischenfeld-Aufseß eG bestanden einmal siebzehn selbständige genossenschaftliche Spar- und Darlehenskassenvereine. Die erste Gründung und damit die älteste Genossenschaft entstand in Aufseß im Jahr 1893. Ihr folgten ein Jahr später die Vereine in Breitenlesau, Hannberg, Königsfeld, Nankendorf, Waischenfeld und Weiher. Das jüngste Mitglied gründete sich 1925 in Kainach und Freienfels. In der Zwischenzeit gesellten sich die Vereine in den Ortschaften Hochstahl, Hollfeld, Krögelstein, Plankenfels, Sachsendorf, Schönfeld, Stechendorf, Wiesentfels und Wonsees dazu.
Bei allen Gründungen war die Kirche der maßgebliche Initiator. Die örtlichen Pfarrer übernahmen die Posten eines Vorstands oder Aufsichtsrats. In Aufseß war es Pfarrer Julius Großmann, in Hollfeld Pfarrer Michael Gütlein und in Königsfeld Pfarrer Johann Woelfel. Die ersten Rechner in den neuen Genossenschaften waren oftmals die Lehrer der Dorfschulen,  so in Waischenfeld Lehrer Schmitt und in Nankendorf Lehrer Georg Einwag. Manche Raiffeisengenossenschaften waren richtige Familiendynastien. In Aufseß waren es die Rothenbachs, die die Bank über Jahrzehnte führten, in Breitenlesau die Pirkelmanns, in Wonsees die Hirschmanns und in Kainach die Familie Weggel.
Alle Genossenschaften überdauerten die beide Kriege und blieben selbständig bis in die sechziger Jahre des letzten Jahrhunderts. In dieser Zeit erfolgte die erste Welle der Fusionen. Viele kleine Vereine mussten sich aus personellen oder wirtschaftlichen Gründen mit den Nachbarn zusammentun, um überleben zu können.
Folgende Fusionen fanden statt:
- 1991 – Fusion der Raiffeisenbank Hochstahl-Aufseß eG mit dem Sitz in Aufseß mit der Raiffeisenbank Hollfeld eG mit dem Sitz in Hollfeld und der Raiffeisenbank Waischenfeld-Plankenfels eG mit dem Sitz in Waischenfeld zur Raiffeisenbank Hollfeld-Waischenfeld-Aufseß eG
- 1982 – Fusion der Raiffeisenkasse Plankenfels eG mit dem Sitz in Plankenfels mit der Raiffeisenbank Waischenfeld eG mit dem Sitz in Waischenfeld zur Raiffeisenbank Waischenfeld-Plankenfels eG
- 1979 – Fusion der Raiffeisenkasse Breitenlesau eG mit dem Sitz in Breitenlesau und der Raiffeisenkasse Nankendorf eG mit dem Sitz in Nankendorf mit der Raiffeisenkasse Waischenfeld eG zur Raiffeisenbank Waischenfeld eG
- 1976 – Fusion der Raiffeisenbank Hollfeld eG mit der Raiffeisenkasse Krögelstein eG mit dem Sitz in Krögelstein
- 1971 – Fusion der Raiffeisenbank Hollfeld eGmbH mit der Raiffeisenkasse Wiesentfels eGmbH mit dem Sitz in Wiesentfels und der Raiffeisenkasse Königsfeld eGmbH mit dem Sitz in Königsfeld
- 1970 – Fusion der Raiffeisenbank Hollfeld eGmbH mit der Raiffeisenkasse Stechendorf-Treppendorf eGmbH mit dem Sitz in Stechendorf
- 1967 – Fusion der Raiffeisenbank Hollfeld eGmbH mit der Raiffeisenkasse Kainach-Freienfels eGmbH mit dem Sitz in Kainach, der Raiffeisenkasse Schönfeld eGmbH mit dem Sitz in Schönfeld und der Raiffeisenkasse Wonsees eGmbH mit dem Sitz in Wonsees
- 1967 – Fusion der Raiffeisenkasse Aufseß eGmbH mit dem Sitz in Aufseß mit der Raiffeisenkasse Hochstahl eGmbH mit dem Sitz in Hochstahl und der Raiffeisenkasse Sachsendorf eGmbH mit dem Sitz in Sachsendorf zur Raiffeisenbank Hochstahl-Aufseß eGmbH
- 1965 – Fusion der Raiffeisenkasse Waischenfeld eGmbH mit der Raiffeisenkasse Hannberg-Langenloh eGmbH mit dem Sitz in Hannberg[3][4]

## Rechtsverhältnisse
Die Raiffeisenbank Fränkische Schweiz eG ist im Genossenschaftsregister beim Amtsgericht Bayreuth unter GnR 31 eingetragen.

## Organisationsstruktur
Rechtsgrundlagen sind das Genossenschaftsgesetz und die durch die Vertreterversammlung beschlossene Satzung. Organe der Bank sind der Vorstand, der Aufsichtsrat und die Vertreterversammlung.

## Sicherungseinrichtung
Die Raiffeisenbank Fränkische Schweiz eG ist der amtlich anerkannten Sicherungseinrichtung des Bundesverbandes der Deutschen Volksbanken und Raiffeisenbanken GmbH und der zusätzlichen freiwilligen Sicherungseinrichtung des Bundesverbandes der Deutschen Volksbanken und Raiffeisenbanken e.V. angeschlossen.

## Geschäftsausrichtung
Die Raiffeisenbank Fränkische Schweiz eG betreibt das Universalbankgeschäft. Im Verbundgeschäft arbeitet sie mit der DZ Bank, R+V Versicherung, Bausparkasse Schwäbisch Hall, Teambank, VR Leasing, DZ Hyp und der Union Investment zusammen.

## Geschäftsgebiet
Das Geschäftsgebiet liegt im Westen des Landkreises Bayreuth sowie im Osten des Landkreises Bamberg.
An diesen Orten betreibt die Bank Filialen:
- Hollfeld (Hauptstelle, jur. Sitz + 1 SB-Geschäftsstelle)
- Königsfeld (Geschäftsstelle)
- Heiligenstadt in Oberfranken (Geschäftsstelle)
- Waischenfeld (Geschäftsstelle)